# Hodušín
Hodušín (německy Hoduschin) je malá vesnice, část obce Opařany v okrese Tábor v Jihočeském kraji. Nachází se asi 4,5 kilometru severně od Opařan. Prochází zde silnice I/19. Je zde evidováno 14 adres. V roce 2011 zde trvale žilo 24 obyvatel.
Hodušín leží v katastrálním území Nové Dvory u Opařan o výměře 5,61 km².

## Historie
První písemná zmínka o vesnici pochází z roku 1291. Až do tohoto roku držel vesnici rod Vítkovců. Tento rod zřejmě založil i místní kostel. Poté patřil Hodušín ke hradu Příběnice, v 15. století k Dobronicím. V roce 1455 jej získali Rožmberkové. V roce 1530 přešel Hodušín společně s jinými vesnicemi z majetku Petra a Jošta ze Šternberka k majetku Švamberků. Roku 1548 koupil od krále Ferdinanda Skrýchov a Opařany Víta mladší ze Rzavého. V roce 1592 byla ves prodaná Přechovi Hodějovskému z Hodějova († 1610). Ten zde vystavěl dvorec a přičlenil Hodušín k milevskému panství.
Když byla v roce 1798 vystavěna nová budova fary, byla původní farní budova upravena na školu. Před tím se v 18. století vyučovalo v jednotlivých vesnicích. Prvním učitelem byl varhaník ze Sepekova Matěj Hrych. V roce 1930 zde bylo vedeno 6 popisných čísel a 62 obyvatel. Poštou náležel Hodušín do Opařan, četnictvo a lékař byl v Sepekově.

## Obyvatelstvo
| Rok            | 1869 | 1880 | 1890 | 1900 | 1910 | 1921 | 1930 | 1950 | 1961 | 1970 | 1980 | 1991 | 2001 | 2011 | 2021 |
| -------------- | ---- | ---- | ---- | ---- | ---- | ---- | ---- | ---- | ---- | ---- | ---- | ---- | ---- | ---- | ---- |
| Počet obyvatel | 87   | 96   | 94   | 102  | 84   | 74   | 62   | 42   | 52   | 33   | 39   | 33   | 22   | 24   | 20   |
| Počet domů     | 7    | 7    | 7    | 7    | 7    | 6    | 6    | 8    | 8    | 8    | 10   | 14   | 13   | 10   | 12   |

## Obecní správa
Při sčítání lidu v letech 1850–1960 Hodušín byl osadou obce Nové Dvory v okrese Milevsko. V letech 1961–1980 byl částí obce Skrýchov u Opařan v okrese Tábor. Od 1. července 1980 je částí obce Opařany v okrese Tábor.

## Pamětihodnosti
- Raně gotický kostel svatého Václava se nachází na vyvýšeném návrší. Kostel pochází z konce 13. století. Již roku 1343 se připomíná jako kostel farní. Kostel je obklopen hřbitovem. Čtyřboká věž, která se nachází na jižní straně, byla přistavěna roku 1804. Dne 12. března 1832 kostel vyhořel. Byl opraven řádem premonstrátů a 28. září 1833 znovu vysvěcen. K dalším úpravám kostela do současné podoby došlo znovu v roce 1889. Vchody do kostela jsou dva, jeden na jižní, druhý na západní straně kostela. Oba goticky klenuté vchody jsou obloženy žulovým ostěním. Západní vchod měří na výšku 2,9 metru, široký je 1,45 metru. Jižní portál je široký 1,22 metrů. Dřevěný oltář byl v roce 1908 nahrazen kamenným oltářem.[7]
- Poblíž kostela se u silnice nachází kaple svatého Jana Nepomuckého.
- Pozdně barokní budova fary byla postavena roku 1797.[7]

## Galerie

Hodušín
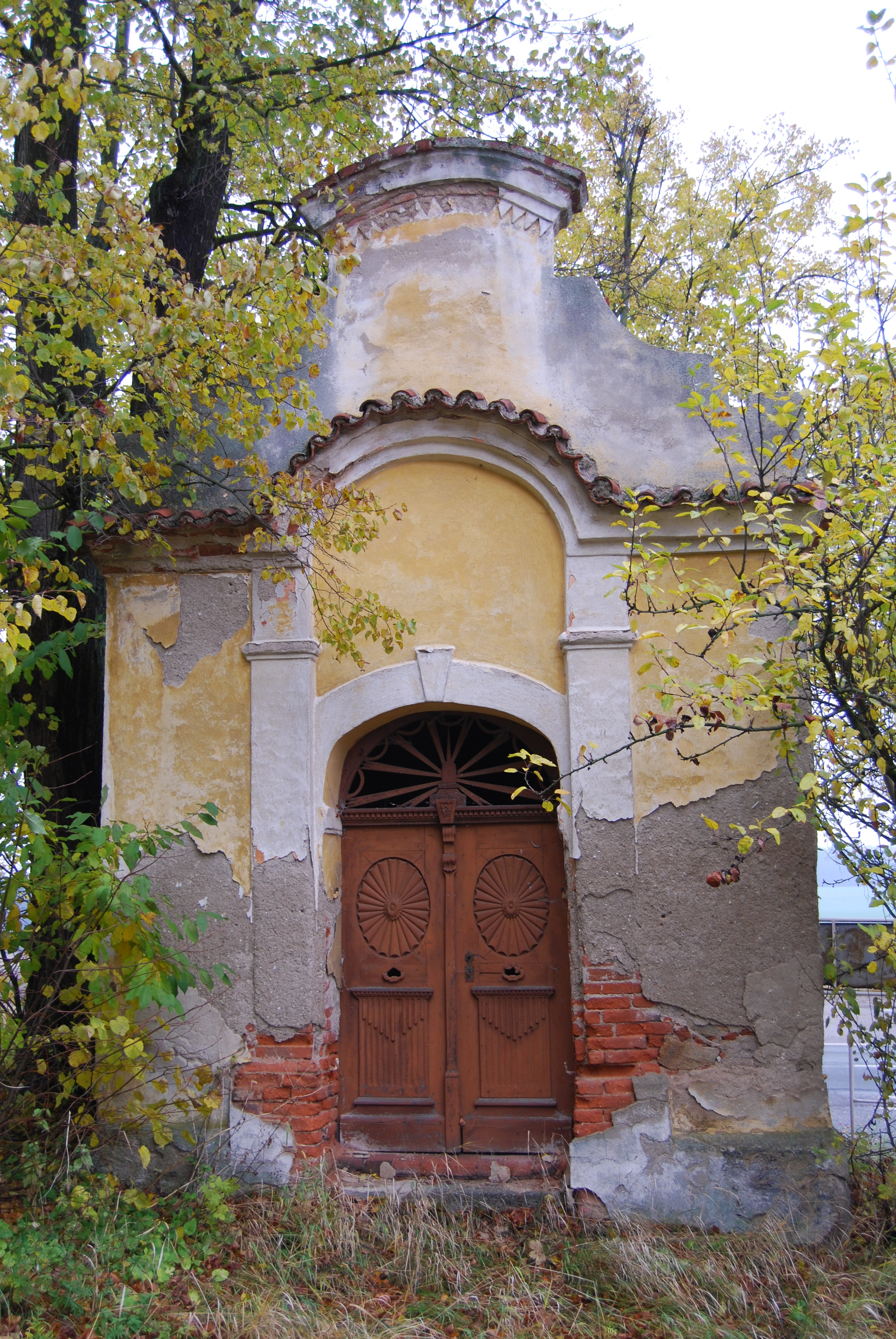
Kaple poblíž kostela
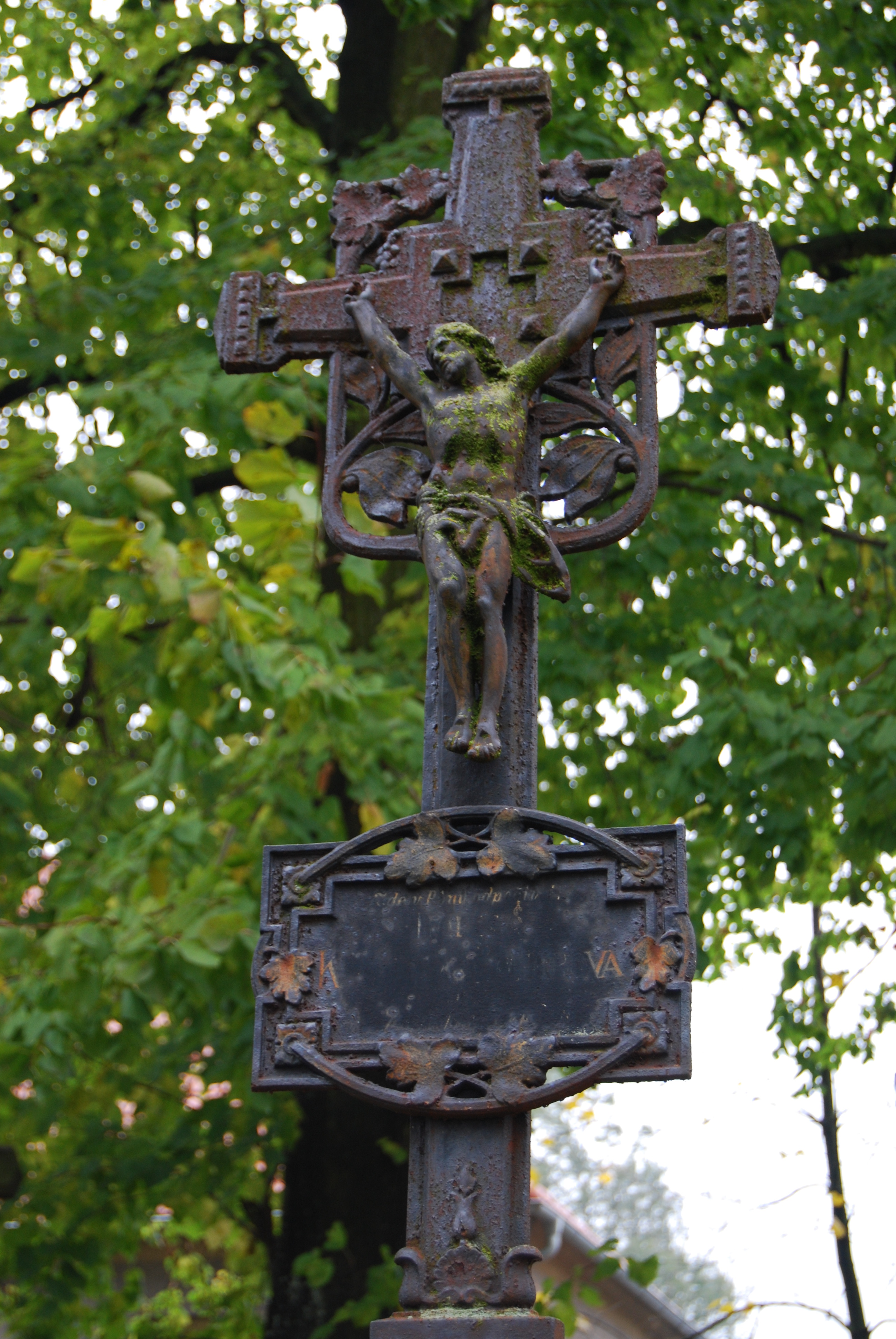
Detail části kříže na místním hřbitově
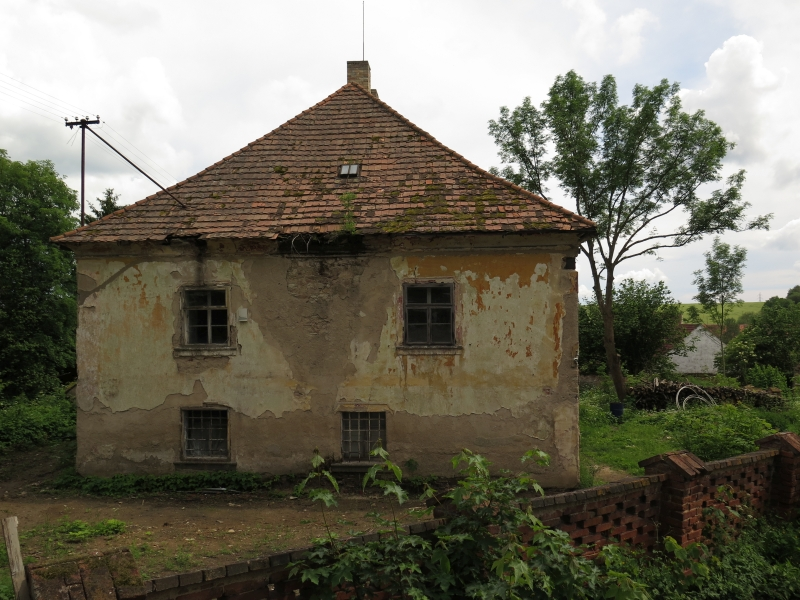
Fara
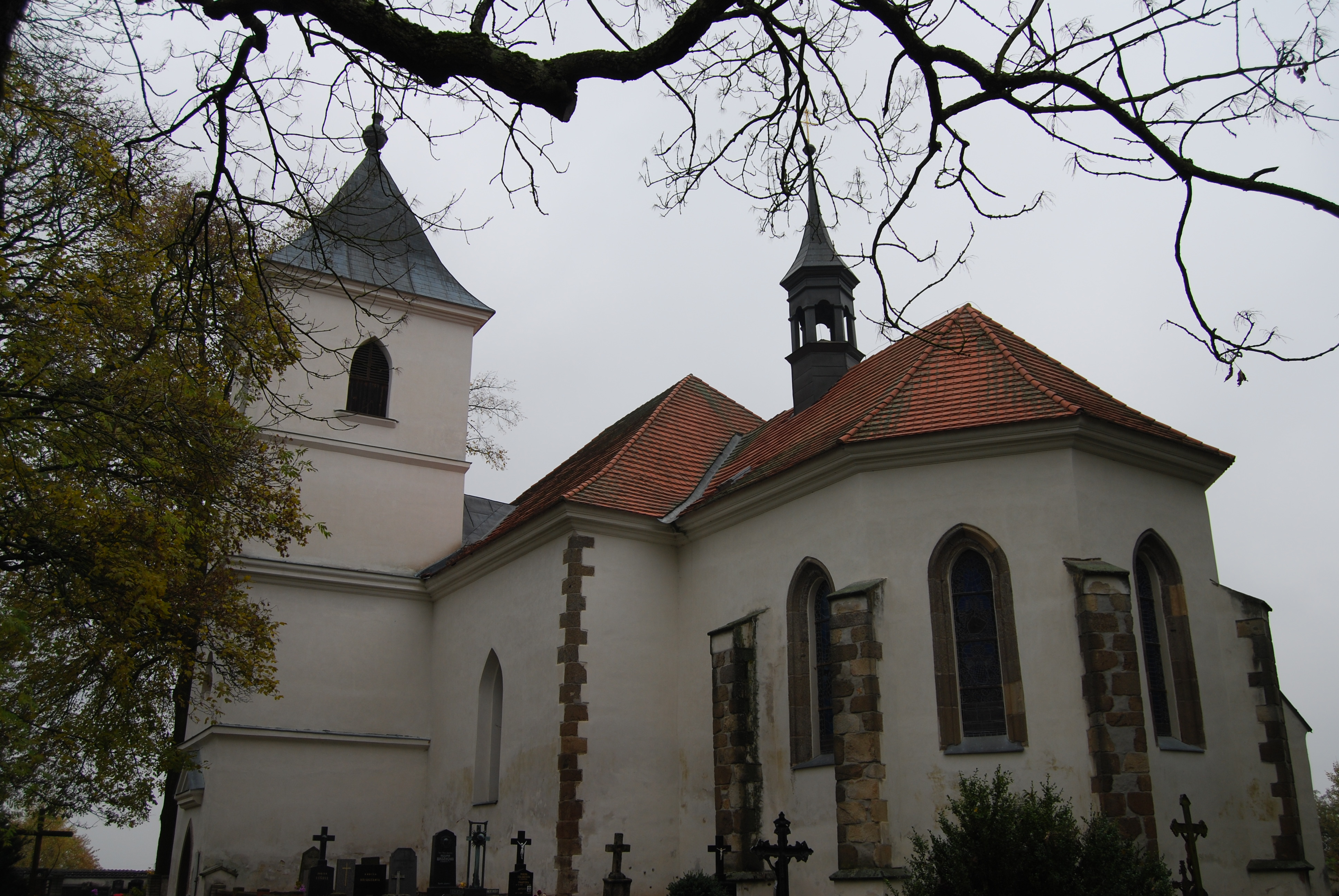
Kostel
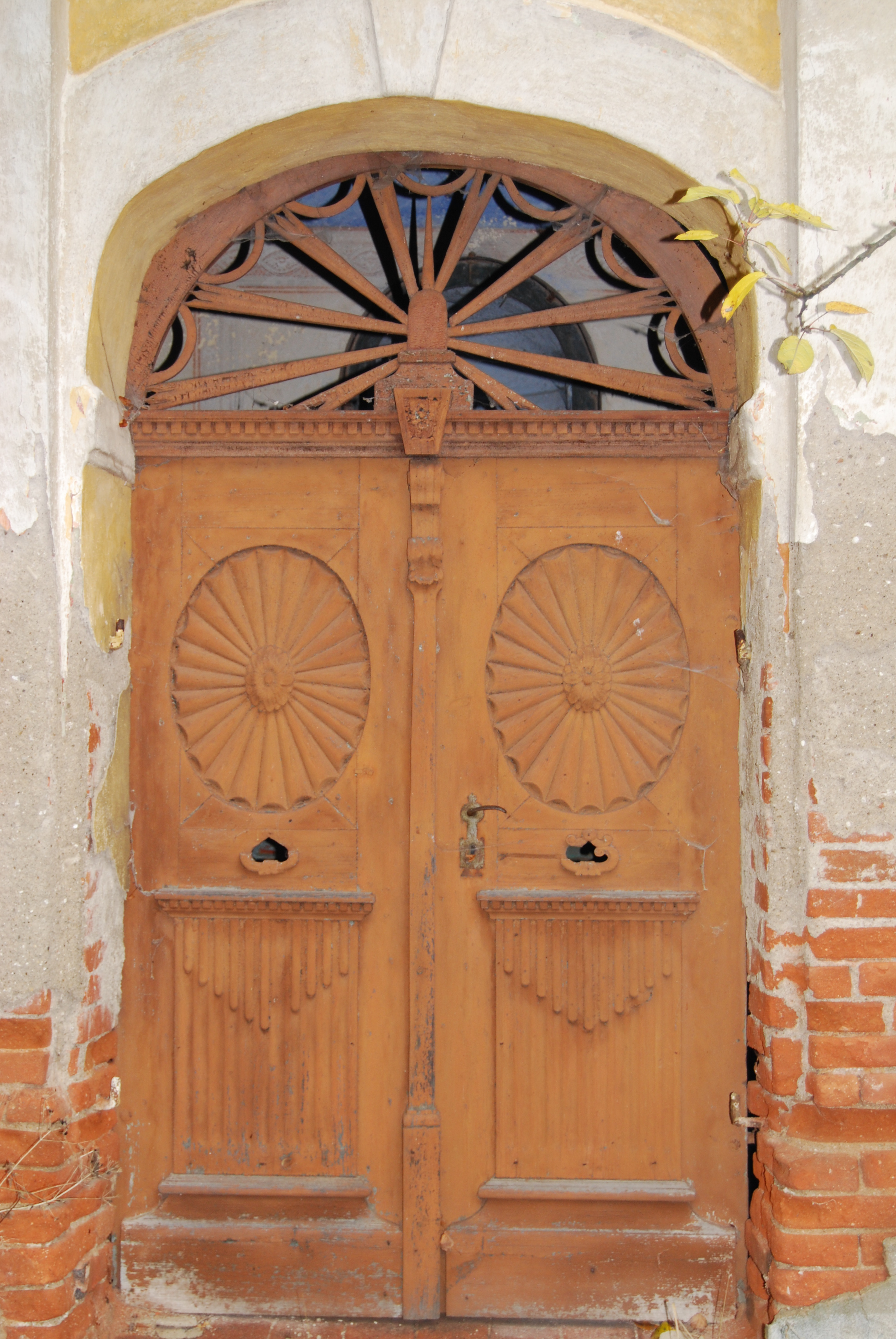
Historie
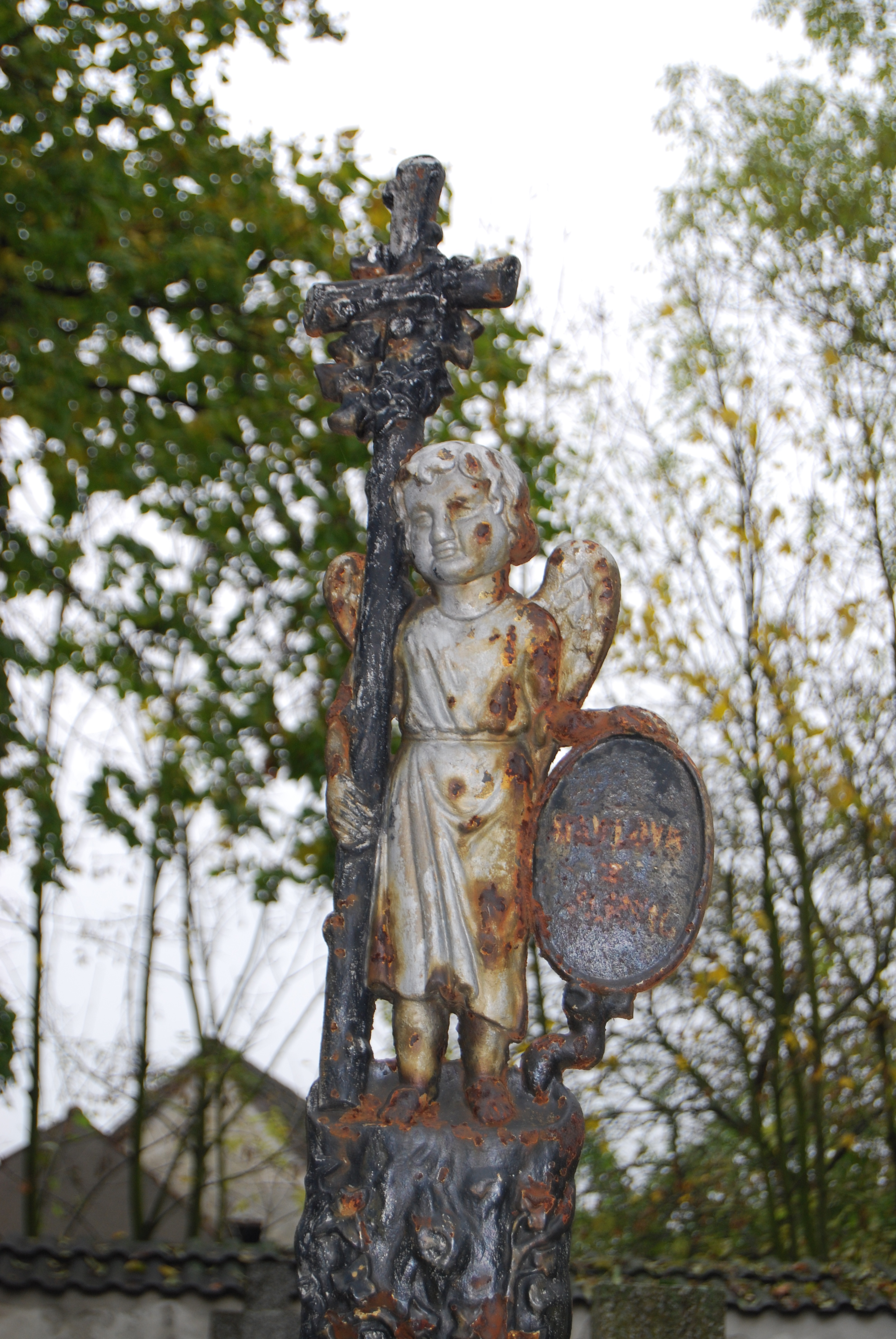
Anděl